# Puna (Bolivia)
Puna è un comune (municipio in spagnolo) della Bolivia nella provincia di José María Linares (dipartimento di Potosí) con 20.000 abitanti (dato 2010). Nel 2006 parte del comune è diventato autonomo costituendo il nuovo municipio di Ckochas.

## Cantoni
Il comune è suddiviso in 9 cantoni.
- Belen
- German Busch
- Inchasi
- Miculpaya
- Otavi
- Pacasi
- Puna
- Sepulturas
- Vilacaya

Fino al 2006 comprendeva anche i seguenti cantoni:
- Duraznos
- Esquiri
- Turuchipa